# Odón
Odón è un comune spagnolo di 261 abitanti situato nella comunità autonoma dell'Aragona.